# Rioppia comteae
Rioppia comteae är en kvalsterart som beskrevs av Sandór Mahunka 1985. Rioppia comteae ingår i släktet Rioppia och familjen Machadobelbidae. Inga underarter finns listade i Catalogue of Life.